# Casimiro Alcorta
Casimiro Alcorta (Santiago del Estero, 1840 — Buenos Aires, 1913) foi um destacado músico afro-argentino, considerado pelo escritor José Gobello "o pai do tango". Foi o compositor do famoso tango "Cara sucia" (originalmente escrito com o título de "Concha sucia"), o mais antigo de autor conhecido, assim como os tangos "La yapa" e "Entrada prohibida", o segundo depois creditado aos irmãos Teisseire. Formou uma dupla de clarinete e violino com Sinfroso e um célebre par de tango com a italiana Paulina.

## Biografia

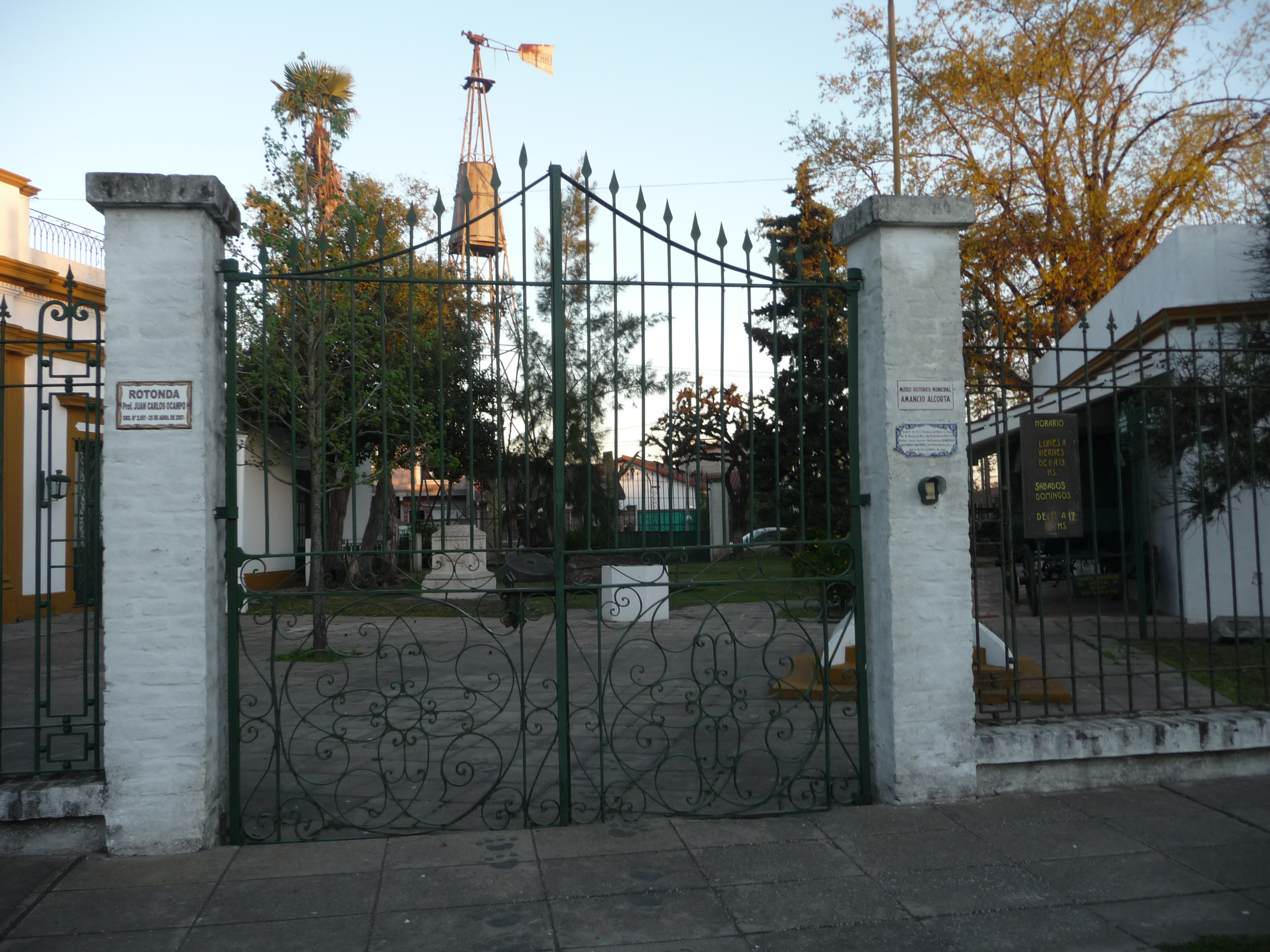
Casa de Amancio Alcorta em Moreno. A mãe de Casimiro era sua escrava e ele o libertou, razão pela qual carregava seu sobrenome.

Filho de escravos e libertado quando criança, foi imposto o sobrenome de seu dono, como era de costume na época. Sua mãe, Casimira, era escrava do estancieiro e músico Amancio Alcorta (1805–1862), um dos primeiros compositores de música clássica da Argentina. De origem santiagueña, Amancio Alcorta se radicou em Buenos Aires em 1853, sendo proprietário da maior parte das terras do atual partido de Moreno, na Grande Buenos Aires.
Casimiro é mencionado pela primeira vez em 1913, na primeira história do tango publicada, realizada por José Antonio Saldías sob o pseudônimo de "Viejo Tanguero", em um artigo intitulado "O tango: sua evolução e sua história" e publicado em Crítica.
Se destacou como violinista, dançarino e compositor. Sua atuação se estendeu entre 1855 e 1913, isto é, desde os primeiros momentos em que o tango começou a se formar até tomar forma definitiva e ganhar identidade própria durante a chamada Guarda Vieja ("Velha Guarda"). Costumava atuar no Scudo d'Italia, na "casinha" de Laura, no El Prado Español e em uma milonga que ficava na Rua Temple (depois Viamonte).
Como violinista formou o primeiro conjunto de tango de que se tem registro, junto com o Mulato Sinfroso no clarinete e seguramente com um violonista. O conjunto atuou desde a década de 1870 até o fim da década de 1890.
Como dançarino, formou um célebre par com sua companheira La Paulina, de origem italiana, com quem permaneceu até a sua morte em 1913.
Como compositor é o autor do famoso tango "Concha sucia" (1884), que várias décadas depois seria renomeado "Cara sucia" por Francisco Canaro e teria sua letra modificada por Juan Caruso. É muito provável que vários tangos compostos entre 1870 e 1900 sejam de sua autoria, mesmo aqueles creditados a outros compositores.
Faleceu em Buenos Aires em 1913, nos braços de Paulina.